# لئوناردو ستانی
لئوناردو ستانی (انگلیسی: Leonardo Sottani؛ زادهٔ ۱ نوامبر ۱۹۷۳) ورزشکار واترپلو اهل ایتالیا است.
وی در مسابقات کشوری و بین‌المللی در مجموع برندهٔ ۱ مدال نقره، ۱ مدال برنز شده‌است.